# Anschlag in Peschawar 2013
Beim Anschlag in Peschawar 2013 wurden durch einen terroristischen Doppelanschlag am 22. September 2013 vor der historischen Allerheiligenkirche in der pakistanischen Großstadt Peschawar 85 Angehörige der christlichen Minderheit getötet und 145 verwundet. Es war der folgenreichste Anschlag auf die Minderheit der Christen in der Geschichte Pakistans.

## Hergang
Der Anschlag begann zu einer Zeit, als die Kirchgänger sich zu einer kostenlosen Reismahlzeit nahe dem Vorgarten der Kirche versammelten.
Die beiden Selbstmordattentäter erschossen zuerst einen der Sicherheitswächter und verwundeten beim Eindringen in die Allerheiligenkirche einen zweiten. Als sie von der Polizei gestoppt wurden, zündete einer der Bombenattentäter die erste Bombe. Die zweite Detonation fand innerhalb der Kirche statt. Die historische Kirche und die Fenster anliegender Gebäude wurden durch die Detonationen stark beschädigt.
Die Körper der Angreifer wurden identifiziert und zur Untersuchung freigegeben. Die Bomben enthielten ca. sechs Kilogramm Sprengstoff.
Die mit der Tehrik-i-Taliban Pakistan verbundene terroristische Gruppe Dschundollah bekannte sich zu dem Massaker. Sie erklärten, dass sich der Überfall auf Christen und andere Nichtmuslime (kāfirun „Ungläubige“) fortsetzen werde, da sie „Feinde des Islams“ seien.

## Proteste und Reaktionen
Christen, die nahe der Kirche wohnten, gingen auf die Straßen und begannen zu demonstrieren, indem sie Reifen anzündeten und Protestreden hielten. Viele Geschäfte im Gebiet der Kohati Gate, in der sich auch andere Kirchen befinden, wurden geschlossen. Es gab auch Protestversammlungen in Karatschi, Lahore, Multan und anderen Großstädten, um die Massentötungen zu verurteilen. Zudem gab es auch Zusammenstöße in Karatschi zwischen wütenden Demonstranten und der staatlichen pakistanischen Polizei.
Ministerpräsident Nawaz Scharif verurteilte die Attacken und äußerte, dass die Verbrecher keine Religion hätten, sowie, dass das Zielen auf unschuldige Menschen gegen die Lehren des Islams verstoße. Auch Catherine Ashton, Außenbeauftragte der Europäischen Union, verurteilte den Anschlag. Sie forderte die pakistanische Regierung auf, ihre Bürger unabhängig ihrer Religionszugehörigkeit zu schützen und die Täter zur Rechenschaft zu ziehen. Außerdem bekundete sie den Familien der Opfer ihr Beileid.